# Perasia monaxa
Perasia monaxa är en fjärilsart som beskrevs av William Schaus 1901. Perasia monaxa ingår i släktet Perasia och familjen nattflyn. Inga underarter finns listade i Catalogue of Life.